# American Horror Story: Roanoke
La sisena temporada de la sèrie de televisió d'antologia de terror americana American Horror Story, subtitulada Roanoke, segueix experiències sobrenaturals al voltant d'una casa embruixada i els seus voltants a Carolina del Nord. La primera meitat de la temporada es presenta com un documental paranormal titulat My Roanoke Nightmare, que recrea les vivències d'una parella casada que vivia a la casa. La segona meitat es presenta com a metratge trobat i representa la producció condemnada de la seqüela del documental. El repartiment del conjunt inclou Kathy Bates, Sarah Paulson, Cuba Gooding Jr., Lily Rabe, André Holland, Denis O'Hare, Wes Bentley, Evan Peters, Cheyenne Jackson i Angela Bassett, amb tots retornats de temporades anteriors, excepte Gooding Jr. i Holland.
Creada per Ryan Murphy i Brad Falchuk per a la cadena de cable FX, la sèrie està produïda per 20th Century Fox Television. Roanoke es va emetre entre el 14 de setembre i el 16 de novembre de 2016, que consta de 10 episodis i és la primera vegada que la sèrie s'estrena fora d'octubre. Abans de l'estrena, Murphy va declarar que la sisena temporada seria "més canalla" i "fosca" en contrast amb la seva predecessora, Hotel. Els detalls sobre la seva trama i el repartiment es van mantenir en secret fins que es va emetre el primer episodi, un enfocament inusual de la publicitat de la sèrie. Com a tal, es va convertir en la primera iteració de la sèrie que no va llançar cap subtítol abans de l'estrena de la temporada. Es van teorizar diversos temes potencials a partir de diversos materials promocionals produïts per FX. Després de l'estrena de les imatges preses del plató de Santa Clarita, es va especular àmpliament que la temporada incorporaria la infame desaparició de la colònia de Roanoke dels anys 1580.

## Elenc i personatges

### Personatges principals
- Lily Rabe com Shelby Miller
- Sarah Paulson com Audrey Tindall / Lana Winters
  - Shelby Miller a My Roanoke Nightmare
- Angela Bassett com a Monet Tumusiime
  - Llegeix Harris a My Roanoke Nightmare
- Andre Holland com a Matt Miller
- Cuba Gooding Jr. com a Dominic Banks
  - Matt Miller a My Roanoke Nightmare
- Kathy Bates com Agnes Mary Winstead
  - Thomasin "La Carnissera" White a My Roanoke Nightmare
- Denis O'Hare com William Van Henderson
  - Dr Elias Cunningham a My Roanoke Nightmare
- Wes Bentley com Dylan
  - Ambrose White a My Roanoke Nightmare
- Evan Peters com Rory Monahan
  - Edward Philippe Mott a My Roanoke Nightmare
- Cheyenne Jackson com Sidney Aaron James

### Estrelles especials convidades
- Lady Gaga com a Scathach*
- Finn Wittrock com Jether Polk
- Frances Conroy com Mama Polk*

### Personatges recurrents
- Adina Porter com Lee Harris
- Leslie Jordan com Ashley Gilbert
  - Cricket Marlowe a My Roanoke Nightmare
- Saniyya Sidney com a Flora Harris*
- Charles Malik Whitfield com Mason Harris*
- Colby French com a Oficial de Policia*
- Maya Rose Berko com la infermera Miranda*
- Kristen Rakes com la infermera Bridget*
- Grady Lee Richmond com a Ismael Polk*
- Chaz Bono com Brian Wells
  - Lot Polk a My Roanoke Nightmare
- Orson Chaplin com a Cain Polk*
- Robin Weigert com a Mama Polk
- Savannah Rose com a Priscilla*
- Billy Snow com Rhett Snow

### Personatges convidats
- Doris Kearns Goodwin com ella mateixa
- Henderson Wade com a Guinness*
- Shannon Lucio com a Diana Cross
- Taissa Farmiga[3] com a Sophie Green
- Jacob Artist com Todd Connors
- Jon Bass com a Milo
- Emma Bell com a Tracy Logan
- Simone Baker com Flora Harris
- Susan Berger com The Butcher
- Elliott Ehlers com Edward Philippe Mott
- Joe Alvarez com Mason Harris
- Trixie Mattel com Trixie Mattel (ella mateixa)

## Episodis
| Núm. en sèrie | Núm. en temp. | Títol        | Dirigit per           | Escrit per                  | Data d'emissió original | Codi de prod. | Audiència (milions) |
| 64 | 1             | «Chapter 1»  | Bradley Buecker       | Ryan Murphy & Brad Falchuk  | 14 de setembre de 2016  | 6ATS01        | 5,14 3              |
| Shelby i Matt Miller donen testimoni sobre la seva vivència en un programa anomenat My Roanoke Nightmare. Després de patir un avortament i ser víctimes d'un atac racial contra Matt, tots dos es muden a Carolina del Nordon troben una masia colonial. Intrigats per la casa fan la compra, superant l'oferta d'una família hostil de vilatans: la família Polk. Una nit, un crit de l'exterior de la casa interromp la parella, Matt investiga la destrucció de l?exterior i assumeix que va ser obra dels Polk. Shelby escolta caure calamarsa sobre la casa, la qual cosa va resultar ser dents humanes caient del cel; els quals desapareixen moment després. Shelby és atacada mentre Matt està treballant, dient que unes persones amb vestimentes colonials van intentar ofegar-la. Matt truca a la seva germana, Lee, una espolicia, perquè li faci companyia a Shelby. Totes dues són tancades al soterrani després de saber que algú ha irromput a la casa. Quan aconsegueixen escapar, la casa ha estat coberta de misteriosos ninots colonials penjant del sostre. Shelby, aterrida, escapa del lloc ia la carretera atropella una dona que desapareix al bosc. Shelby tracta de trobar-la, però es perd i és trobada per un grup de colons. Un home amb part del seu cervell descobert apareix del no-res, fent que Shelby cridi aterrida. |               |              |                       |                             |                         |               |                     |
| 65 | 2             | «Chapter 2»  | Michael Goi           | Tim Minear                  | 21 de setembre de 2016  | 6ATS02        | 3,27 4              |
| Shelby és testimoni de com el grup de colons sacrifiquen un home; escapa del lloc abans que els colons l'atrapin i és trobada per Lee a la carretera. Shelby i Matt decideixen continuar vivint a la casa malgrat els intents de desallotjament. Després de descobrir un tòtem cremant-se prop de la casa, Matt i Shelby finalment reben resguard policial. Un nou succés passa a la casa, incloent Matt, Lee i la seva filla Flora. Shelby i Matt descobreixen un soterrani exterior a la casa i una cinta de vídeo on el propietari anterior del recinte, el Dr. Elias Cunningham, detalla l'activitat paranormal de la casa. Després de verificar la veritat de la història, Shelby i Matt se senten atrapats atès que tots els seus diners van ser invertits a la casa i no tenen com recuperar-ho. Mentrestant, Lee viola l'acord de custòdia amb el seu exmarit, Mason, i porta Flora a la casa en un intent de passar més temps amb ella. Flora desapareix, caient en mans d'una entitat fantasmal anomenada Priscilla. Matt, Shelby i Lee surten a la recerca, però només troben la seva dessuadora a la part superior d'un gran i alt pi. |               |              |                       |                             |                         |               |                     |
| 66 | 3             | «Chapter 3»  | Jennifer Lynch        | James Wong                  | 28 de setembre de 2016  | 6ATS03        | 3,08 5              |
| Lee, Matt i Shelby comencen la recerca de Flora, però en el procés Mason és trobat mort. Shelby sospita de Lee i les càmeres de seguretat mostren que ella el va seguir fora de la casa durant la nit. Mentrestant, els Polk desapareixen, deixant enrere dos fills salvatges. Cricket, un psíquic, afirma ser capaç de localitzar Flora i Lee li paga per trobar-la. A l'entrevista documental, Lee discuteix la desaparició de la seva primera filla, anys abans de la desaparició de Flora. Cricket revela que Priscilla és una nena morta al segle XVI, i que la casa és aguaitada per esperits dirigits per Tomasyn White, "La Carnissera", la primera dama de la colònia de Roanoke. Cricket explica com els colons es van revelar contra Tomasyn en absència del seu marit, que la van deixar morir a la seva sort al bosc. En la seva desesperació, ella va lliurar la seva ànima a una bruixa misteriosa (Lady Gaga), a canvi de donar-li poder, i després va tornar a reprendre el control de la colònia, obligant a tots a traslladar-se al que ara és la casa de Shelby i Matt. Durant un enfrontament amb els esperits, Matt desapareix i Shelby ho troba genent relacions amb la mateixa misteriosa bruixa del bosc. Matt arriba a la casa al costat de Lee i la troben plena de policies, els quals detenen aquesta última. Matt diu no recordar el que passo al bosc, però Shelby no confia en el ni a Lee. |               |              |                       |                             |                         |               |                     |
| 67 | 4             | «Chapter 4»  | Marita Grabiak        | John J. Gray                | 5 d'octubre del 2016    | 6ATS04        | 2,83 6              |
| Seguit al que ha passat entre Matt i la dona del bosc, Shelby creu que Matt i Lee estan conspirant contra ella. Aquesta mateixa nit, Shelby és atacada per l'home-porc, però aconsegueix ser protegida pel Dr. Cunningham. Aquest mateix revela la història després de l'activitat paranormal de la casa assegurant que Tomasyn és la responsable de totes les desaparicions a la casa, tots produïts sota el mateix cicle lunar de 6 dies que passa a l'octubre. El Dr. Cunningham porta a Shelby i Matt a la recerca de Flora, però és suposadament assassinat pels homes de Tomasyn. De tornada a la casa, Matt i Shelby es troben amb Cricket. Ell els explica que va anar al bosc i es va trobar cara a cara amb la bruixa del bosc, que es revela com qui té el veritable poder sobre la colònia de Roanoke en ser Tomasyn la seva protegida. Ella li mostra a Cricket el que realment va passar amb la colònia: ells se n'havien anat de l'illa de Roanoke, i van viure al lloc que agora hi havia la casa dels Miller, fins al dia que Tomasyn els va matar a tots perquè li servissin en la mort purificant la terra i lliurant-la d'"intrusos". Matt, sota el poder de la misteriosa dona, s'assabenta de la seva vida abans de la colònia, però és interromput pels crits de Shelby. Tomasyn i la colònia envolten la casa, amb Flora acompanyant-los, però Priscilla ajuda a alliberar-la abans que "La Carnissera" la matés. Tots fugen a la casa i Shelby i Matt presencien la mort de Cricket per part d'Ambrose i Tomasyn. fins al dia que Tomasyn els va matar a tots perquè li servissin a la mort purificant la terra i lliurant-la d'"intrusos". Matt, sota el poder de la misteriosa dona, s'assabenta de la seva vida abans de la colònia, però és interromput pels crits de Shelby. Tomasyn i la colònia envolten la casa, amb Flora acompanyant-los, però Priscilla ajuda a alliberar-la abans que "La Carnissera" la matés. Tots fugen a la casa i Shelby i Matt presencien la mort de Cricket per part d'Ambrose i Tomasyn. fins al dia que Tomasyn els va matar a tots perquè li servissin a la mort purificant la terra i lliurant-la d'"intrusos". Matt, sota el poder de la misteriosa dona, s'assabenta de la seva vida abans de la colònia, però és interromput pels crits de Shelby. Tomasyn i la colònia envolten la casa, amb Flora acompanyant-los, però Priscilla ajuda a alliberar-la abans que "La Carnissera" la matés. Tots fugen a la casa i Shelby i Matt presencien la mort de Cricket per part d'Ambrose i Tomasyn. però Priscilla ajuda a alliberar-la abans que "La Carnissera" la matés. Tots fugen a la casa i Shelby i Matt presencien la mort de Cricket per part d'Ambrose i Tomasyn. però Priscilla ajuda a alliberar-la abans que "La Carnissera" la matés. Tots fugen a la casa i Shelby i Matt presencien la mort de Cricket per part d'Ambrose i Tomasyn. |               |              |                       |                             |                         |               |                     |
| 68 | 5             | «Chapter 5»  | Nelson Cragg          | Akela Cooper                | 12 d'octubre del 2016   | 6ATS05        | 2,82 7              |
| Doris Kearns Goodwin comenta la història del primer propietari de la casa, Edward Philippe Mott (Evan Peters). Mott feia servir la propietat com una casa d'emmagatzematge per a la seva col·lecció d'art i per tenir una vida al costat del seu amant homosexual, que també era el seu esclau. Durant la lluna de sang, Mott és segrestat per Tomasyn i els seus homes, i va ser donat en sacrifici. En l'actualitat, la colònia de Roanoke envolta la casa, llestos per matar els Miller. La torba ataca la casa però Edward apareix i porta a Shelby, Matt i Flora per uns túnels secrets sota la casa; després d'escapar els deixa a la seva sort, on són segrestats pels Polk. Mama Polk, la mare i cap de tots els Polk, trenca la cama de Shelby per tal que no escapin i dona mort al Dr. Elias Cunningham, (qui havia sobreviscut a l'atac dels homes de Tomasyn) després que al costat de la seva família ho estiguessin menjant viu. Els Polks porten els seus presoners davant Tomasyn com a venjança per la pèrdua dels seus dos fills salvatges. Tomasyn està a punt de sacrificar Flora quan Ambrose li impedeix completar el ritual i l'empeny al foc com a penitència pels atemptats contra la colònia. Mentrestant, Lee no és arrestada per falta de proves i va a la recerca de Matt i Shelby. Llegeix torna i tots aconsegueixen fugir de la propietat, deixant enrere la casa. |               |              |                       |                             |                         |               |                     |
| 69 | 6             | «Chapter 6»  | Angela Bassett        | Ned Martel                  | 19 d'octubre del 2016   | 6ATS06        | 2,42 8              |
| My Roanoke Nightmare va ser un total èxit en audiència. Encoratjat per aquest èxit, Sidney Aaron James, l'executiu de la cadena que va produir el xou, té al cap una nova temporada titulada Return to Roanoke: Three Days in Hell, on els actors de les recreacions i les seves contra-parts del món real es reuneixen sota el sostre de la casa a Roanoke durant els tres dies de la lluna de sang. Sidney revela que el motiu original després del xou és exposar Lee per l'assassinat de Mason. Shelby està reticent a participar, però accepta per tenir una oportunitat de retrobar-se amb Matt, ja que després del xou van tenir problemes i Shelby va tenir una relació curta amb Dominc Banks, actor que va interpretar Matt, fent que la seva relació acabés. La vida dels actors de les recreacions és coneguda. Un treballador mor misteriosament a la casa, fent que Diana, una executiva i col·lega de Sidney, renunciï al projecte; Diana és assassinada per l'home-porc mentre intenta allunyar-se de la casa, veient Priscilla en el trajecte. Els enregistraments del xou inicien i els actors comencen a viure els horrors dins de la casa. Es coneix que la sèrie mai no es va arribar a emetre, atès que tots els participants van morir a excepció d'un. Els enregistraments de la casa mostren que Rory (Evan Peters) va ser la primera víctima, morint a mans de les infermeres. |               |              |                       |                             |                         |               |                     |
| 70 | 7             | «Chapter 7»  | Elodie Kenee          | Crystal Liu                 | 26 d'octubre del 2016   | 6ATS07        | 2,62 9              |
| Després de l'assassinat de Rory, Agnes, consumida pel seu paper de "La Carnicera", assassina Sidney i el seu equip de producció. Mentrestant, la tensió a la casa augmenta entre Matt, Shelby i Dominic; i Monet decideix superar el seu alcoholisme. Les coses canvien quan Agnes apareix a la casa i ataca Shelby, forçant Lee, Audrey (Sarah Paulson) i Monet (Angela Bassett) a anar al bosc a la recerca d'ajuda. Audrey i Monet comencen a ser testimonis de les diferents ocurrències sobrenaturals i terrorífiques, troben Sidney i l'equip de producció morts, topen amb Agnes a qui Lee dispara, i també troben el cos de Rory penjat en un arbre. Escapant dels colons, les tres són segrestades per la família Polk. Mama Polk talla part de la cama de Lee i se les dona menjar a Audrey i Monet. D'altra banda, Dominic i Shelby descobreixen Matt tenint relacions amb la bruixa del bosc. Matt admet que va tornar a la casa només per ella, causant que Shelby es desestabilitzi i ho assassini violentament. Agnes encén foc davant de la casa exigint als ocupants que l'abandonin, en aquell moment "La Carnissera" real i els altres colons apareixen, |               |              |                       |                             |                         |               |                     |
| 71 | 8             | «Chapter 8»  | Gwyneth Horder-Payton | Todd Kubrak                 | 2 de novembre de 2016   | 6ATS08        | 2,42 10             |
| Després d'apreciar l'assassinat d'Agnes, Dominic i Shelby ideen un pla per escapar-se de la casa: tots dos decideixen fugir pel passadís secret, però són atacats pels esperits de la família Chen, obligant-los a buscar una altra sortida. Shelby es fereix el peu quan el canelobre cau i Dominic és atacat per l'home-porc. Es tanquen al bany, on Shelby es culpa per matar Matt i se suïcida tallant la gola. D'altra banda, Lee perd més carn de la cama mentre és vigilada per Jether, el fill menor dels Polk. Audrey i Monet segueixen presoneres, però Monet aconsegueix escapar deixant Audrey amb Mama Polk, que li treu una dent. Lee guanya la confiança de Jether i decideix gravar un vídeo per a Flora en què admet haver assassinat el pare d'aquesta, Mason, però aprofita una distracció del jove Polk i el mata. Aconsegueix escapar al costat d'Audrey, matant Mama Polk en el procés. Tot i això, només elles dues aconsegueixen tornar a la casa, ja que Monet està sent perseguida al bosc per la resta de la família Polk. A la casa, totes dues es troben amb el cadàver de Matt i de Shelby, culpant de tot Dominic, que després és assassinat per l'home-porc. L'endemà al matí, Dylan, l'actor que va interpretar Ambrose, arriba a la casa disfressat de l'home-porc sorprenent Audrey i Lee. |               |              |                       |                             |                         |               |                     |
| 72 | 9             | «Chapter 9»  | Alexis Korycinski     | Tim Minear                  | 9 de novembre de 2016   | 6ATS09        | 2,66 11             |
| Sophie (Taissa Farmiga), Milo (Jon Bass) i Todd (Jacob Artist), tres fanàtics de My Roanoke Nightmare, van pel bosc a la recerca de la casa de Roanoke. Tots tres paren per fer-se fotografies a l'arbre on va ser trobada la dessuadora de Flora, però són interromputs per una dona ensangonada, el fantasma de Diana Cross, demanant ajuda. Els tres blocaires persegueixen la dona, però descobreixen el seu cos mort al seu automòbil capgirat. Quan tots tres informen a la policia el que ha passat, ells diuen que no van trobar el cadàver i que tots tres han de deixar de buscar la casa. Mentrestant, Lee convenç Audrey de tornar a la casa Polk a recuperar les cintes, ja que un vídeo d'una actriu assassinant una dona gran es pot tergiversar als mitjans, però les seves intencions són esborrar la seva confessió. Dylan, que intenta ajudar-les, és assassinat per Ishmael, Audrey troba Monet i l'allibera, després dispara al cap Ishmael Polk. Audrey i Monet aconsegueixen escapar de la torba de "La Carnicera", deixant a Lee enrere. A la casa, Audrey i Monet esperen Lee, on l'última, en no confiar en Lee, decideix veure el vídeo que tant li interessava recuperar, observant la confessió de Lee. Mentrestant, Lee, que es mor al bosc, menja un cor de porc ofert per la Bruixa del Bosc. Els tres blocaires tornen al bosc a la nit, però un és assassinat per Lee (posseïda per Scathach, la bruixa del bosc) i els altres són empalats i cremats pels homes de Thomasin, liderats per aquesta i per Lee. Aquesta última va a buscar Audrey i Monet, matant aquesta última i tirant a l'altra al soterrani. L'endemà al matí, la policia arriba a la casa, troben fora de perill Lee i Audrey, que va sobreviure a les ferides fetes per Lee. En veure-la intenta disparar-li en venjança, |               |              |                       |                             |                         |               |                     |
| 73 | 10            | «Chapter 10» | Bradley Buecker       | Ryan Murphy & Brad Falchuck | 16 de novembre de 2016  | 6ATS10        | 2,81 12             |
| Al Paleyfest de My Roanoke Nightmare, s'observa la relació entre l'elenc i els fanàtics del xou. Després dels assassinats de Lee, tres programes de televisió mostren els esdeveniments posteriors a Return to Roanoke. A Crack'd es presenta el judici de Lee, que és absolta per possible influència traumàtica i de drogues quan va estar amb els Polks, deixant el cas de Mason com a única acusació, però l'única testimoni, Flora, diu que el va veure juntament amb Priscilla, donant al jurat la decisió de considerar-la innocent per falta de proves i per no creure la història de Flora. A The Lana Winters Special, la famosa reportera Lana Winters d'"Asylum" (temporada passada) entrevista a Lee, on es descobreix que Flora va desaparèixer novament, i Lana culpa a Lee d'això, qui no ho sabia. L'entrevista és interrompuda per Lot Polk, que amenaça de matar Lee, fins que és assassinat per la policia. A Spirit Chasers, un grup d'investigadors paranormals, incloent Ashley Gilbert (l'actor de Cricket), entren il·legalment a la casa de Roanoke durant la lluna de sang per tal de capturar els esperits en vídeo. Els enregistraments es veuen interromputs per l'aparició de Lee, a la recerca de Flora. Tot l'equip de Spirit Chasersi Ashley són assassinats pels fantasmes. Lee torna a reunir-se amb Flora i, després d'una emotiva reunió, decideix sacrificar-se per protegir Priscilla i poder donar-li una oportunitat a la vida a Flora, que planejava fer el mateix. Flora surt de la casa, que explota quan el tret que mata Lee encengui gas alliberat a la casa. Des de l'acte policial, veu com la seva mare camina cap al bosc amb Priscilla, després d'acomiadar-se'n i anar-se'n. Sense adonar-se'n, els policies presents estan sent envoltats per Thomasin i els colons, que baixen lentament en plena Lluna de Sang. |               |              |                       |                             |                         |               |                     |

### Premis i nominacions
En la seva sisena temporada, la sèrie ha estat nominada a 23 premis. Se'n van guanyar 5.
| Curs | Premi                                   | Categoria                                                                                           | Artista/obra nominat | Resultat   |
| ---- | --------------------------------------- | --------------------------------------------------------------------------------------------------- | --- | ---------- |
| 2017 | 43è Premis del Públic                   | Programa preferit de ciència-ficció i fantasia de televisió per cable                               | American Horror Story: Roanoke | Nominat    |
| 2017 | XXI Premis del Gremi de Directors d'Art | Pel·lícula de televisió o sèrie limitada                                                            | Andrew Murdock (per al " Capítol 4 ")                                                                                                  | Nominat    |
| 2017 | Gremi de maquilladors i perruquers 2017 | Minisèrie de televisió o pel·lícula feta per a televisió: Millor pentinat contemporani              | Michelle Ceglia, Valerie Jackson | Va guanyar |
| 2017 | Gremi de maquilladors i perruquers 2017 | Minisèrie de televisió o pel·lícula feta per a televisió: millor maquillatge d'època i/o personatge | Eryn Krueger Mekash, Kim Ayers, Silvina Knight                                                                                         | Nominat    |
| 2017 | Gremi de maquilladors i perruquers 2017 | Minisèrie de televisió o pel·lícula feta per a televisió: Millor pentinat d'època i/o personatge    | Michelle Ceglia, Valerie Jackson | Nominat    |
| 2017 | Gremi de maquilladors i perruquers 2017 | Minisèrie de televisió o pel·lícula feta per a televisió: Millors efectes especials de maquillatge  | Eryn Krueger Mekash, Michael Mekash, David Anderson                                                                                    | Va guanyar |
| 2017 | Gremi de maquilladors i perruquers 2017 | Anuncis publicitaris i vídeos musicals: Millor maquillatge                                          | Kerry Herta, Jason Collins, Cristina Waltz (per "Promo")                                                                               | Va guanyar |
| 2017 | XIX Premis del Gremi de Vestuaris       | Sèrie de televisió contemporània                                                                    | Lou Eyrich, Helen Huang | Va guanyar |
| 2017 | XVII Premis Black Reel                  | Millor actriu secundària en una pel·lícula de televisió o sèrie limitada                            | Àngela Bassett | Nominat    |
| 2017 | XVII Premis Black Reel                  | Director destacat en una minisèrie de televisió o pel·lícula                                        | Àngela Bassett | Nominat    |
| 2017 | XX Premis Fangoria Motoserres           | Millor actriu secundària de televisió                                                               | Sarah Paulson | Nominat    |
| 2017 | XX Premis Fangoria Motoserres           | Millor SFX de TV                                                                                    | Eryn Krueger Mekash, David LeRoy Anderson                                                                                              | Nominat    |
| 2017 | XV Premis Gold Derby                    | Millor Minisèrie                                                                                    | American Horror Story: Roanoke | Nominat    |
| 2017 | 43è Premi Saturn                        | Millor sèrie de televisió de terror                                                                 | American Horror Story: Roanoke | Nominat    |
| 2017 | 43è Premi Saturn                        | Millor actriu de televisió                                                                          | Sarah Paulson | Nominat    |
| 2017 | 43è Premi Saturn                        | Millor actriu secundària a la televisió                                                             | Kathy Bates | Nominat    |
| 2017 | 43è Premi Saturn                        | Millor actriu secundària a la televisió                                                             | Adina Porter | Nominat    |
| 2017 | 43è Premi Saturn                        | Millor paper protagonista convidat a la televisió                                                   | Leslie Jordan | Nominat    |
| 2017 | Premis MTV Movie & TV 2017              | Millor vilà                                                                                         | Wes Bentley | Nominat    |
| 2017 | 69è Primetime Creative Arts Emmy Awards | Perruqueria excepcional per a una sèrie limitada o pel·lícula                                       | Michelle Ceglia, Valerie Jackson, Jose Zamora                                                                                          | Nominat    |
| 2017 | 69è Primetime Creative Arts Emmy Awards | Maquillatge excepcional per a una sèrie limitada o pel·lícula (no protèsica)                        | Kim Ayers, Mike Mekash, Eryn Krueger Mekash, Silvina Knight, Carleigh Herbert, Luis Garcia                                             | Nominat    |
| 2017 | 69è Primetime Creative Arts Emmy Awards | Maquillatge protèsic excel·lent per a una sèrie, sèrie limitada, pel·lícula o especial              | Eryn Krueger Mekash, Michael Mekash, David Leroy Anderson, James Mackinnon, Jason Hamer, Melanie Eichner, Cristina Himiob, Maiko Chiba | Va guanyar |
| 2017 | 69è Primetime Creative Arts Emmy Awards | Edició de so excepcional per a una sèrie limitada, pel·lícula o especial                            | Gary Megregian, Steve M. Stuhr, Jason Krane, Timothy A. Cleveland, Paul Diller, David Klotz, Noel Vought (per al " Capítol 1 ")        | Nominat    |